# Thouaré-sur-Loire
Thouaré-sur-Loire település Franciaországban, Loire-Atlantique megyében. Lakosainak száma 10 956 fő (2022. január 1.). Thouaré-sur-Loire Carquefou, Divatte-sur-Loire, Mauves-sur-Loire, Saint-Julien-de-Concelles és Sainte-Luce-sur-Loire községekkel határos.

## Népesség
A település népessége az elmúlt években az alábbi módon változott:
| Lakosok száma | 1974 | 4505 | 5140 | 7375 | 8750 | 9468 | 10 025 | 10 482 | 10 704 | 10 956 |
|               | 1968 | 1982 | 1990 | 2006 | 2013 | 2015 | 2017   | 2019   | 2020   | 2022   |